# WWE・サタデー・モーニング・スラム
『サタデー・モーニング・スラム』 (Saturday Morning Slam) は、アメリカのプロレス団体WWEが2012年8月25日から2013年5月11日まで毎週土曜日にCWテレビジョンネットワークで放送されていたテレビ番組の一つである。他のWWE番組は単独で放送されているが、この番組はサバン・ブランドがCWテレビジョンネットワークで展開する子供向け番組『Vortexx』という番組の一部分として放送されていた。CWテレビジョンネットワークはSmackDown!以来のWWEのテレビ番組の放送となる。日本での放送はなし。

## 番組の特徴
火曜日のスマックダウンの前に収録されていた。
他のWWE番組とは違い、首や頭部を狙う攻撃が禁止されている。